# Richmond Valley Council
Richmond Valley Council is een Local Government Area (LGA) in de Australische deelstaat New South Wales.